# Store Koldewey
La isla Store Koldewey (en danés, Store Koldewey Ø) es una isla ribereña localizada en aguas del mar de Groenlandia, frente a la costa nororiental de Groenlandia, la mayor de las islas Koldewey. Tiene una superficie de 615 km², que la convierten en la decimocuarta isla mayor de Groenlandia y en la 440ª del mundo. 
La isla Store Koldewey es parte del Parque Nacional del noreste de Groenlandia (que comprende toda la parte nordeste de Groenlandia) y está deshabitada.

## Historia
La isla fue visitada por la segunda Expedición Polar Norte de Alemania (1869-70), dirigida por Carl Koldewey, que la denominó «grosse Koldewey Inse» en la sección de astronomía del informe de la expedición, pero que puede que no se pensase como un nombre formal. La isla actual era representada en los mapas de Koldewey como tres islas, aunque la Expedición Danmark (1906-08) mostró que estaban conectadas y acuñó el nombre actual.